# Ballady pijackie
Ballady pijackie – cykl pięciu poematów Antoniego Langego opublikowanych w 1895. Cykl wylicza pięć narkotyków, po które powinien sięgać młodopolski artysta: kawa, absynt, poncz, szampan i haszysz. Tematyka dzieła klasyfikuje je jako jeden z pierwszych tak wyrazistych manifestów dekadentyzmu i modernistycznego dandyzmu. Do cyklu odwoływali się często krytycy literaccy (S. Brzozowski, J. Tomkowski), traktując go jako wyznacznik literackiej mody końca XIX wieku oraz cenne źródło dla zrozumienia epoki. Ballady pijackie cechuje barwność języka, erudycja i bogactwo nawiązań kulturowych, literackich oraz religijnych.
Ballady pijackie realizują niezwykle rzadki w poezji polskiej model ballady francuskiej, skomplikowanego średniowiecznego układu stroficznego, występującego między innymi w twórczości François Villona.